# Список нумізматичних музеїв
Список нумізматичних музеїв і колекцій — список музеїв, в якому представлено як великі художні й історичні музеї, що мають нумізматичні відділи, так і музеї, що спеціалізуються виключно на нумізматиці. Наявність у цьому списку великих художніх та історичних музеїв пов'язана з тим, що часто найбільші нумізматичні колекції зберігаються саме в таких музеях, а не в спеціалізованих закладах.

## Найбільші нумізматичні колекції
1. Національний музей американської історії, Вашингтон, США — 1 600 000 об'єктів[1]
2. Відділ нумізматики (Ермітаж), Санкт-Петербург, Росія — 1 125 000 об'єктів[2]
3. Британський музей, Лондон, Велика Британія — 1 000 000 об'єктів[3]
4. Американське нумізматичне товариство, Нью-Йорк, США — 800 000 об'єктів[4]
5. Музей історії мистецтв, Відень, Австрія — 700 000 об'єктів[5]
6. Королівський монетний кабінет, Стокгольм, Швеція — 600 000 об'єктів[6]
7. Нумізматичний музей Афін, Афіни, Греція — 600 000 об'єктів[7]
8. Кабінет медалей, Національна бібліотека Франції, Париж, Франція — 555 000 об'єктів[8]
9. Монетний кабінет (Берлін), Музей Боде, Музейний острів, Берлін, Німеччина — 500 000 об'єктів[9]
10. Музей Ашмола, Оксфорд, Велика Британія — 333 000 об'єктів[10]
11. Ватиканська бібліотека, Рим — нумізматична колекція: 330 000 об'єктів;
12. Східний монетний кабінет (Єна), Єна, Німеччина — 300 000 об'єктів[11]
13. Монетний кабінет (Дрезден) — 300 000 об'єктів;
14. Державна колекція монет (Мюнхен) — 300 000 об'єктів;
15. Національний музей (Варшава), Польща — 250 000 об'єктів[12]
16. Музей Фіцвільяма, Кембридж, Велика Британія — 192 000 об'єктів[13]

## Нумізматичні музеї за країною

### Австралія
- Музей монетного двору Перта

### Австрія
- Музей історії мистецтв, Відень — 700 000 об'єктів[5]
- Музей грошей Австрійського національного банку
- Замок Еггенберг

### Азербайджан
- Музей історії Азербайджану, Баку — 100 000 об'єктів

### Бразилія
- Нумізматичний музей Амазонії
- Музей валюти Центрального банку

### Велика Британія
- Британський музей, Лондон — 1 000 000 об'єктів[3]
- Музей Ашмола, Оксфорд — 333 000 об'єктів[10]
- Музей Фіцвільяма, Кембридж — 192 000 об'єктів[13]
- Гантерський музей і картинна галерея, Глазго — 70 000 об'єктів

### Греція
- Нумізматичний музей Афін, Афіни — 600 000 об'єктів

### Ірландія
- Національний музей Ірландії, Дублін, нумізматична колекція.

### Іспанія
- Музей «Casa De Le Moneda» (Будинок монет)

### Італія
- Ватиканська бібліотека, Рим — нумізматична колекція: 330 000 об'єктів;
- Римський національний музей, Рим — нумізматичний відділ: більше 120 000 об'єктів;
- Національний археологічний музей (Неаполь) — нумізматичний відділ: 150 000 об'єктів
- Палаццо Скіфанойя
- Палаццо Те

### Канада
- Музей валюти (Оттава)

### Колумбія
- Музей грошей (Колумбія)

### Монако
- Музей марок і монет Монако

### Нідерланди
- Музей грошей (Утрехт)

### Німеччина
- Монетний кабінет (Берлін), Музей Боде, Музейний острів, Берлін — 500 000 об'єктів[9]
- Монетний кабінет (Дрезден) — 300 000 об'єктів;
- Державна колекція монет (Мюнхен) — 300 000 об'єктів
- Музей Августа Кестнера, Ганновер
- Рейнський земельний музей у Трірі
- Східний монетний кабінет (Єна)

### Норвегія
- Музей культурної історії (Осло)

### Пакистан
- Національний музей Пакистану, Карачі — 58 000 об'єктів

### Південна Корея
- Музей Банку Воорі

### Польща
- Національний музей (Варшава) — 250 000 об'єктів
- Люблінський музей, Люблін
- Музей Чапських, Краків

### Росія
- Відділ нумізматики (Ермітаж), Санкт-Петербург, Росія — 1 125 000 об'єктів;
- Державний музей образотворчих мистецтв імені О. С. Пушкіна, Москва — 200 000 об'єктів.

### Словенія
- Словенський нумізматичний кабінет

### США
- Смітсонівський інститут, Національний музей американської історії, Вашингтон — 1 600 000 об'єктів;
- Американське нумізматичне товариство, Нью-Йорк, США — 800 000 об'єктів

### Таїланд
- Музей банку Таїланда

### Туніс
- Музей грошей (Туніс)

### Україна
- Національний музей історії України (найбільша колекція)
- Одеський Археологічний Музей
- Музей грошей Національного банку України, Київ
- Музей монет України, Дніпро;
- Музей грошей (Кам'янець-Подільський)
- Одеський музей нумізматики
- Музей нумізматики (Острог)
- Музей розвитку банківської справи на Сумщині та історії грошей, Суми
- Феодосійський музей грошей

### Франція
- Кабінет медалей, Національна бібліотека Франції, Париж, Франція — 555 000 об'єктів
- Музей Паризького монетного двору
- Кабінет монет і медалей (Марсель)

### Швеція
- Королівський монетний кабінет, Стокгольм — 600 000 об'єктів
- Монетний кабінет Уппсальського університету

### Швейцарія
- Кантональний музей монет Лозанни — 80 000 об'єктів
- Музей грошей (Цюрих)

### Японія
- Музей монет банку Японії
- Музей грошей банку Токіо-Міцубісі Ю-Еф-Джей